# トルデンショル (海防戦艦)

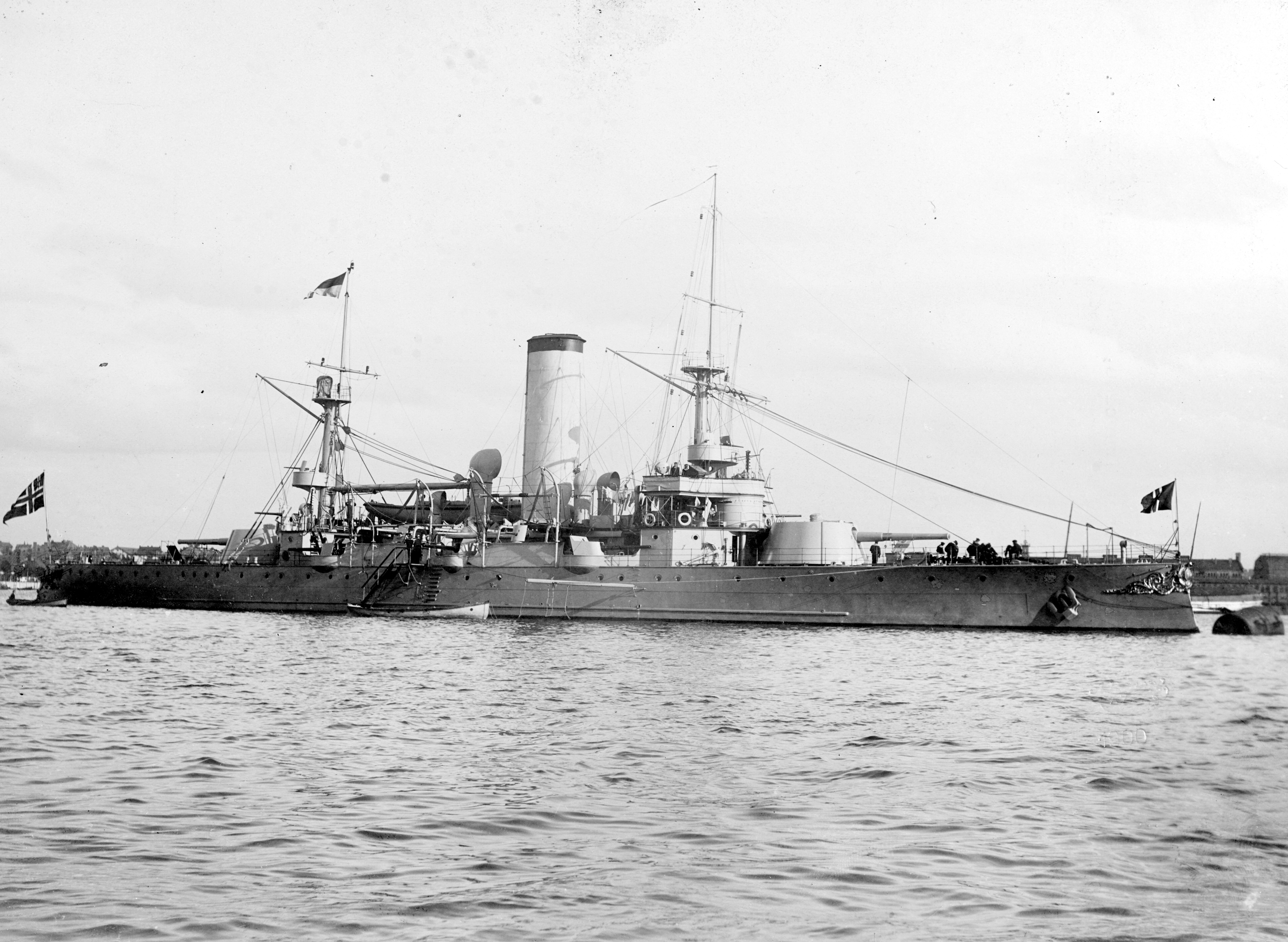
「トルデンショル」、1900年、キール

トルデンショル（Tordenskjold）はノルウェー海軍の海防戦艦。ハーラル・ホールファグレ級。艦名は、大北方戦争時のデンマーク・ノルウェー海軍のピーダ・トルデンスキョルにちなみ、デンマーク海軍の「トルデンスキョル」と由来もつづりも同じである。
アームストロング・ホイットワース社のロー・ウォーカーの造船所で船体番号649として建造。同じ場所で建造の648号艦（「ハーラル・ホールファグレ」）と同日の1896年3月18日に起工、1897年3月10日に進水し、1898年3月21日に就役した。
計画排水量3435トン、常備排水量3380トン、満載排水量3858トン、全長92.66m、垂線間長85.34m、最大幅14.78m、船体深さ8.08m、計画吃水5.05m、満載吃水5.38m。竣工時の兵装はマームストロング44口径8.24インチ（20.93cm）後装施条砲単装2基、アームストロング44口径4.724インチ（12.0cm）速射砲単装6基、アームストロング40口径12ポンド12cwt（口径76mm）速射砲6門、ホチキス40口径1ポンド（口径37mm）砲6門、45cm（17.7インチ）水中魚雷発射管単装2基であった。主機はホーソン・レスリー製直立3気筒3段膨張式往復動機関2基、2軸、主缶は円缶3基で計画速力17.2ノット。公試では「トルデンショル」は17.143ノットを発揮した。装甲はハーヴェイ・ニッケル鋼製の水線装甲帯が艦中央部で厚さ178mm、他は51mm。防護甲板が厚さ51mm、司令塔が厚さ152mm（178mmとも）。主砲前楯とバーベットはニッケル鋼聖で厚さはそれぞれ203mm、152mmであった。乗員は245名（225名とも）。
「トルデンショル」と「ハーラル・ホールファグレ」は1889年にオランダのコペンハーゲン、1900年にキールとマーストランドを訪問した。
1906年6月、「トルデンショル」は海防戦艦「ノルゲ」などとともにトロンハイムでホーコン7世王戴冠記念式典に参加。
第一次世界大戦中の1818年にイギリスの要求によってウツイラ島とカルモェイの間に機雷が敷設されると、ドイツ軍による掃海や突破を防ぐため「トルデンショル」と「ハーラル・ホールファグレ」が配置された。
1818年ごろにボフォース30口径75mm M.18型高角砲が主砲天蓋上に搭載され（搭載は1930年代とも）、魚雷発射管が撤去された。
第一次世界大戦後、練習艦となった。
1928年、「トルデンショル」は北極で行方不明となった探検家ロアール・アムンセン捜索に参加した。
1933年8月29日、オスロフィヨルドでの演習中に12cm砲で爆発事故が起き、死者2名負傷者12名（うち2名は後日死亡）を出した。
1934年、「トルデンショル」は士官候補生用の母艦となった。
1939年の中立宣言に伴い「トルデンショル」と「ハーラル・ホールファグレ」は一部兵装が撤去され、1940年にホルテンで宿泊艦となった。「トルデンショル」から要塞へ移された12cm砲で、1941年に死者14名を出した爆発事故が起こっている。
1940年4月、ドイツ軍がノルウェーに侵攻。9日のホルテン制圧にともない「トルデンショル」と「ハーラル・ホールファグレ」はドイツが接収。防空浮砲台へと改装され、「トルデンショル」は「ニュンフェ（Nymphe）」と改名された。改装工事は1940年10月10日に開始された。工事はTønsbergのKaldnes Mekanikske Verkstedでおこなわれ、砲関係の搭載はキールのドイチェヴェルケでなされた。既存の兵装はすべて撤去され、クルップ10.5cm SK C/32型砲6門、ボフォース40mm機関砲（4cm FlaK 28）2門、モーゼル20mm機関銃（2cm FlaK 38）14挺が搭載された。

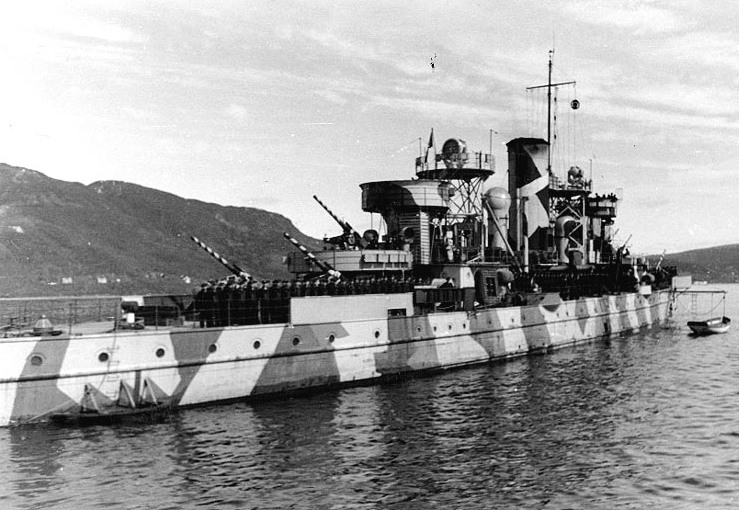
「ニュンフェ」

1941年2月1日就役。「ニュンフェ」は当初キールのMarine-Flak-Abteilung 214（第241防空分遣隊）に配属されたといわれる。1942年5月にはトロムソのMarine-Flak-Abteilung 710へ移っている。戦艦「ティルピッツ」が1943年にアルタフィヨルド、コーフィヨルドへ移るると、「ニュンフェ」は「テティス」（旧「ハーラル・ホールファグレ」）ともには同艦防衛用として同地に配備された。1944年10月には両艦は「ティルピッツ」とともにトロムソへ移った。
戦後の1945年5月17日、ドイツ軍捕虜180名を乗せてナルヴィクへ向かう途中、酔っていたという元ドイツ人乗員が海水弁を開けたためMeløyのKunnaで座礁させなければならなくなった。
浮揚後宿泊艦とされ、1948年に売却されて解体された。または、1948年に売却され、浮揚解体。